# 白山寺 (須賀川市)
白山寺（はくさんじ）は、福島県須賀川市に所在する天台宗の寺院。山号をつけて古寺山白山寺、または東福寺と呼ばれることもある。県指定天然記念物の松並木や紫陽花の名所として知られる。

## 概要
723年（養老7年）、行基の開基と伝えられる。境内の観音堂は須賀川城主二階堂氏の祈願所であった。
参道の松並木は樹齢200年から300年にも達するものであり、福島県指定天然記念物に指定されている。また、33年に一度の開帳の際に奉納される古寺山自奉楽は福島県指定重要無形民俗文化財に指定されている。
2001年（平成13年）から地元の有志たちによって付近に紫陽花が植えられ、現在では約30種、6000株もの紫陽花が咲き誇る紫陽花の名所として知られるようになった。毎年7月の第2日曜日には「古寺山あじさい祭り」が開催されている。

## 交通アクセス
- 東北自動車道須賀川インターチェンジから車で25分、ムシテックワールド付近から案内あり
- あじさい祭り時期には臨時駐車場が用意される代わりに駐車場から本堂付近までの300mは徒歩となる
- 須賀川市内（旧岩瀬村矢沢）には同名の真言宗智山派の寺院もあるため、行き間違いに注意